# Guerre d'Åland
Ne doit pas être confondu avec La Guerre d'Alan.
La guerre d'Åland (en finnois : Oolannin sota ; en suédois : Åländska kriget) est un conflit de 1854 à 1856 entre l'Empire russe d'une part, et la France et la Grande-Bretagne alliées d'autre part, qui a eu lieu le long du grand-duché de Finlande, dans le golfe de Botnie et le golfe de Finlande, dans le cadre de la guerre de Crimée. La guerre est en grande partie nommée d'après la bataille de Bomarsund au large des îles Åland. Bien que le nom de la guerre se réfère largement à Åland, des batailles ont également eu lieu dans d'autres villes côtières de Finlande.
L'Empire russe, avançant sur le front roumain, avait poussé l'Empire ottoman à déclarer la guerre le 4 octobre 1853, et la Grande-Bretagne et la France décidèrent de soutenir les Ottomans. Le but de la guerre d'Åland était d'isoler les routes de service et le commerce extérieur de la Russie et de la forcer à la paix, et d'impliquer la Suède dans la guerre contre la Russie. Le blocus devait être exécuté de manière à rendre inopérante la marine russe de la mer Baltique en détruisant les forts défensifs côtiers, la marine et les entrepôts de commerce qui servaient de dépôts de commerce extérieur. Une partie importante des dommages a été causée à la Finlande, car une grande partie de la flotte marchande battant pavillon russe à l'époque se trouvait en Finlande. Pour ces combats dans le théâtre baltique de la guerre de Crimée, les troupes britanniques ont pu recevoir la médaille de la Baltique.
La guerre a eu un impact majeur sur la démilitarisation ultérieure d'Åland. En raison de la défaite de la guerre d'Åland et de l'expérience de la guerre de Crimée, un esprit de réforme a commencé en Russie et il est entré dans une course navale avec la Grande-Bretagne et l'Empire allemand à la fin du XIXe siècle.

## En images

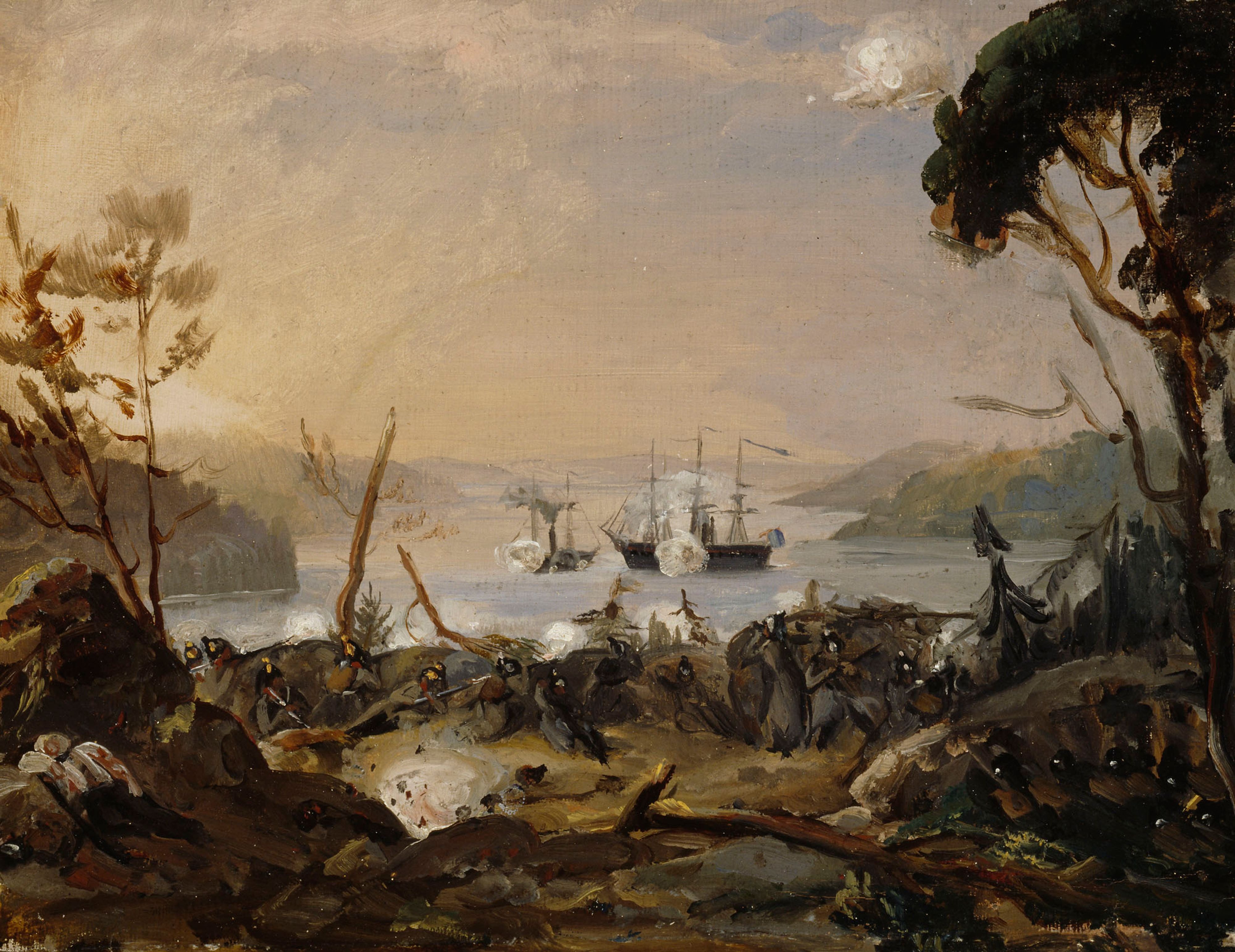
Combat à l'archipel de Turku par Robert Wilhelm Ekman en 1854.
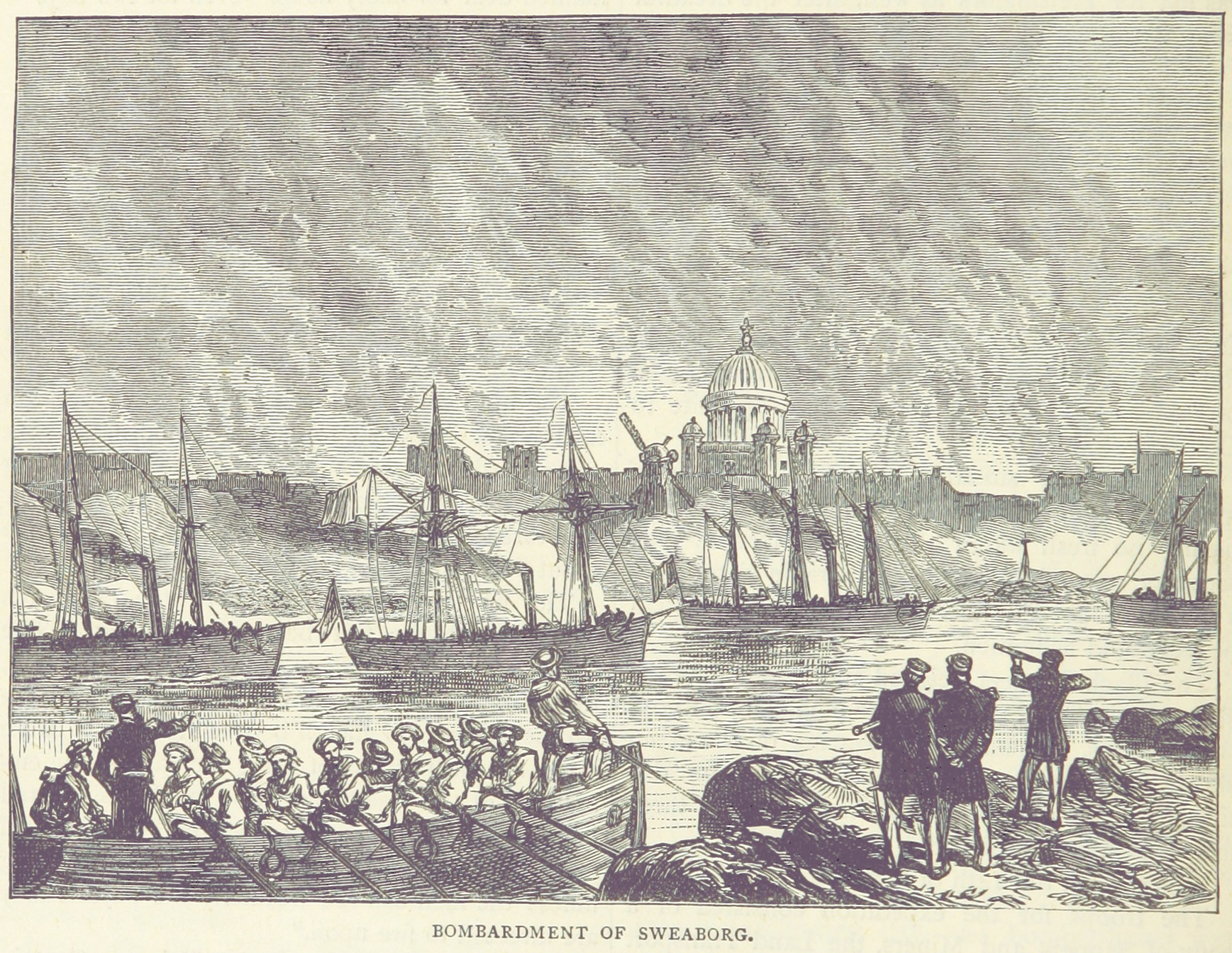
Bombardement de Sweaborg, gravure de 1873.
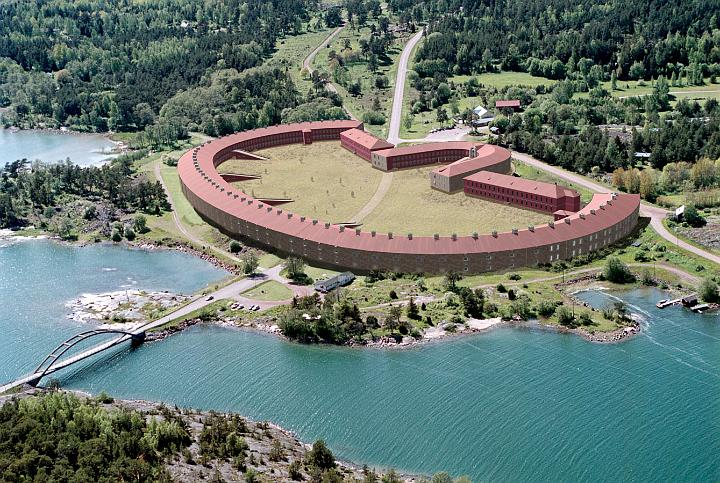
Forteresse de Bomarsung reconstituée.